# Funlola Aofiyebi-Raimi
Funlola Aofiyebi-Raimi, de naixement Abibat Oluwafunmilola Aofiyebi, coneguda informalment com a FAR, és una actriu nigeriana. Ha participat en projectes com The Figurine, Tinsel i MTV Shuga.

## Biografia
Funlola és la més petita de set germans. Va debutar a la televisió, amb la seva tia Teni Aofiyebi, una actriu veterana.
Va estudiar un curs d'actuació a la Westminster College i a Actors Studio a Bunkinghamshire. També té una llicenciatura en Sociologia que va realitzar a la Universitat de Lagos a Nigèria. Va debutar en cinema a la pel·lícula Violated de Amaka Igwe amb Joke Silva, Richard Mofe-Damijo, Ego Boyo i Kunle Bamtefa. La van nominar per a un premi THEMA en la categoria millor actriu el 1996. Va ser escollida pel personatge principal a Keeping Faith, pel director Steve Gukas. També va ser nominada a un premi AMMA com a millor actriu de repartiment per The Figurine dirigida per Kunle Afolayan. Abans de participar en el programa de televisió de M-net Tinsel, interpretant a Brenda, ja havia estat part del repartiment en altres programes com Doctors Quarters, Solitaire i Palace. En teatre ha participat en obres com Sing That Old Song For M'i The Mansion, escrita per Rasheed Badamusi, i The Vagina Monologues.
Des de l'agost de 1999 i durant catorze anys va mantenir un programa de ràdio anomenat Touch of Spice. L'agost de 2009, va celebrar el desè aniversari del seu programa de ràdio Touch of Spice (TOS), posant a disposició un viatge amb tren gratuït perquè els seus fanàtics assistissin al cinema.

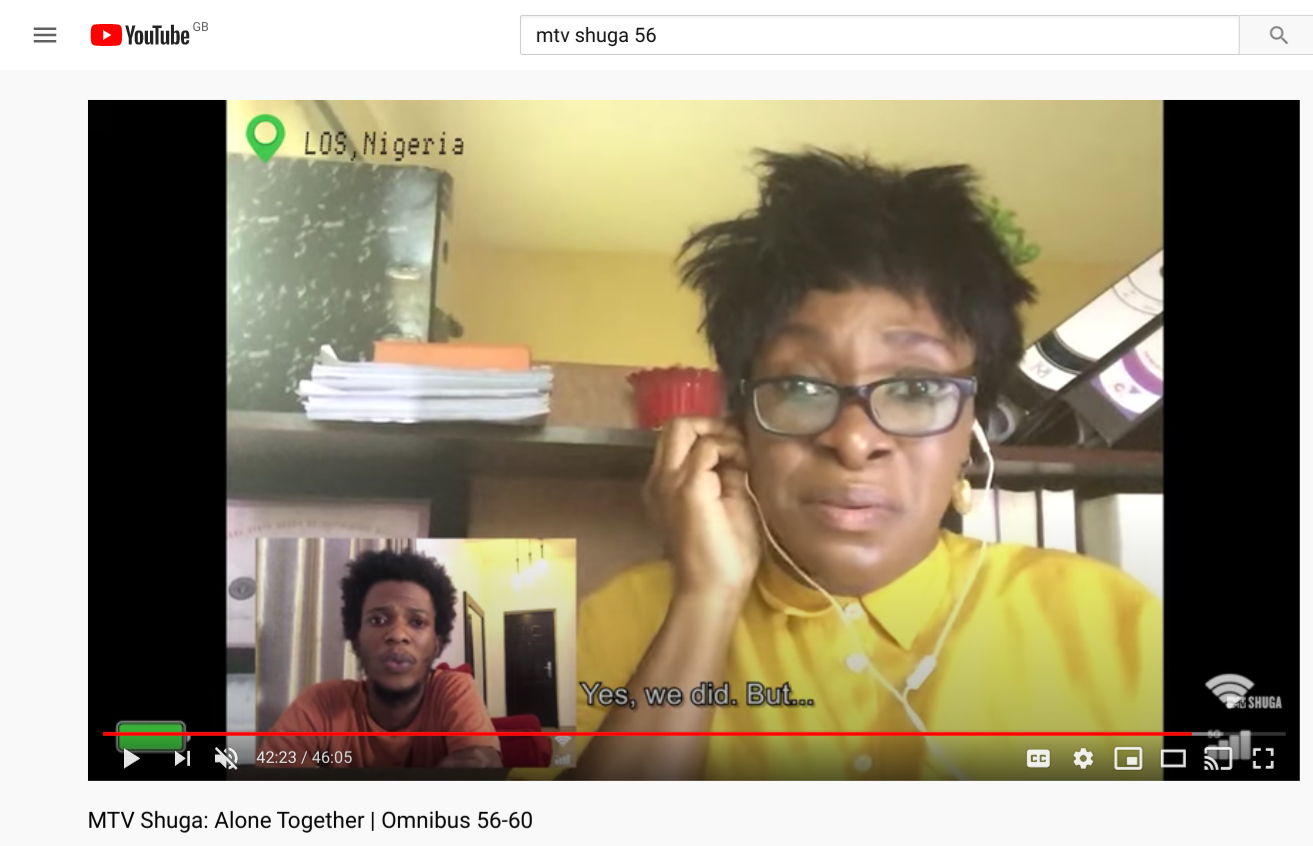
MTV Shuga “Alone Together”, 2020

Va participar en MTV Shuga els anys 2019 i 2020 i el seu paper secundari de “Sra Olutu” es va incloure en la minisèrie titulada MTV Shuga Alone Together que destaca els problemes del Coronavirus l'abril de 2020. La sèrie va ser escrita per Tunde Aladese amb transmissió setmanal de nit; entre els seus patrocinadors s'inclouen les Nacions Unides. La sèrie es va basar a Nigèria, Sud-àfrica, Kenya i Costa d'Ivori i la història avança utilitzant converses en línia entre els personatges. Tota la filmació va ser realitzada pels actors que inclouen a Lerato Walaza, Mamarumo Marokane, Jemima Osunde i Folu Storms.
La seva aparició més prolongada a la televisió és a la telenovel·la diària Tinsel, on durant 10 temporades va interpretar a Brenda Mensah, nominada en els Premis d'Entreteniment de Nigèria 2010, Nova York (NEA) en la categoria de Millor Actriu en un programa de televisió. Va ser la guanyadora de la primera edició del reality xou de ball, Celebrity Takes 2 el 2007, superant a altres celebritats nigerianes. Assisteix regularment a festivals de cinema i ha estat contractada com a ambaixadora de bona voluntat tant per al Black Star International Film Festival (Ghana) com pel Real Time Film Festival (Nigèria).

## Filmografia
- The Figurine (2009)
- Tinsel (2008–Present)
- Ramat Dawn (2015)
- Entreat (2016)
- Walking with Shadows[13] (2019)

## Premis
| Any  | Premis                                         | Categoria                                          | Resultat | Ref.   |
| ---- | ---------------------------------------------- | -------------------------------------------------- | -------- | ------ |
| 2010 | Premis de l'Acadèmia de Cinema d'Àfrica (AMAA) | Millor actriu de repartiment (figura)              | Nominada |        |
| 2010 | Premis d'entreteniment de Nigèria              | Millor actriu en un programa de televisió (Tinsel) | Nominada |        |
| 2018 | Best of Nollywood Awards                       | Millor actriu en un paper principal - Inglés       | Nominada | [ 14 ] |